# Ladenbergia pavonii
Ladenbergia pavonii là một loài thực vật có hoa trong họ Thiến thảo. Loài này được (Lamb.) Standl. mô tả khoa học đầu tiên năm 1931.